# Lunda kyrka, Södermanland
Lunda kyrka är en kyrkobyggnad strax öster om Jönåker i Lunda socken i Södermanland. Den är församlingskyrka i Kiladalens församling i Strängnäs stift. 

## Kyrkobyggnaden
Kyrkan uppfördes i början av 1770-talet på grundmurarna från en medeltida kyrka och fick sin nuvarande utformning 1897. Ett fynd gjort under renoveringen 2009–2010, ett mynt präglat under Valdemar Birgerssons regeringstid, antyder att den gamla kyrkan minst stammar från 1200-talet. Vid en yttre restaurering 1897 fick tornet i trä lämna plats för ett stentorn.

### Renoveringen 2009–2010
Kyrkan hade länge dragits med fuktproblem och 2009 inleddes renovering.. Då golvet lyftes blottlades rester från den medeltida, romanska kyrkan, som utgjorts av en salskyrka med ett från långhuset indraget smalare kor samt en absid vid den östra väggen. I Södermanland finns få kyrkor med sådan utformning, varav två ligger förhållandevis nära Lunda, i Nykyrka och Halla. Då renoveringen är klar har bland annat ett tegelgolv lagts in och golvvärme installerats.

## Inventarier
- Altartavlan som återger Jesu förklaring målade Pehr Hörberg 1796
- Predikstolen från 1798

### Orgel
- 1787 bygger Jonas Ekengren, Stockholm en orgel till kyrkan.
- 1853 bygger Johan Lund, Stockholm en orgel med 10 stämmor.
- Den nuvarande orgeln är byggd 1946 av A Mårtenssons Orgelfabri AB, Lund och är en pneumatisk orgel. Orgelfasaden är från 1853.

| Huvudverk I      | Svällverk II      | Pedal          | Koppel   |
| Principal 8´     | Gedackt 16´       | Principal 16´  | I/P      |
| Gedackt 8´       | Rörgedackt 8´     | Subbas 16´     | II/P     |
| Flûte d'amour 8´ | Salicional 8´     | Ekobas 16´     | II/I     |
| Oktava 4´        | Principal 4'      | Oktava 8´      | II 16'/I |
| Spetsflöjt 4'    | Gemshorn 4'       | Gedackt 8'     | II 4'/I  |
| Kvinta 2 2/3'    | Nasard 2 2/3'     | Dubbelflöjt 4' | II 4'/P  |
| Oktava 2'        | Svegel 2'         |                |          |
| Mixtur 3'4 chor  | Ters 1 3/5'       |                |          |
| Trumpet 8'       | Tremolo           |                |          |
|                  | Crescendosvällare |                |          |